# Бесерра, Андреа
Андреа Бесерра (исп. Andrea Becerra; род. 25 июля 2000, Гвадалахара) — мексиканская лучница, принимающая участие в соревнованиях в стрельбе из блочного лука. Серебряный призёр Панамериканских игр, бронзовый призёр чемпионата мира, чемпионка Универсиады, чемпионка Игр Центральной Америки и Карибского бассейна.

## Биография
Андреа Бессера родилась 25 июля 2000 года. В 2019 году она поступила в университет и изучает международные отношения.

## Карьера
На Играх Центральной Америки и Карибского бассейна 2017 года в Барранкилье Андреа участвовала вместе и Линдой Очоа-Андерсон и Эсмеральдой Санчес в командном турнире. Мексиканки обыграли в финале сборную Колумбии со счётом 231:230.
Бесерра также выиграла золотую медаль в индивидуальных соревнованиях на Летней универсиаде 2019 года, проходившей в итальянском Неаполе. На пути к финалу Бесерра обыграла титулованную турецкую лучницу Есим Боштан 147:144, а в матче за золотую медаль оказалась сильнее южнокорейской спортсменки Со Чхэ Вон 146:141. После победы она отметила, что очень хотела, но совсем не ожидала такого результата, и очень счастлива побеждать у лучших из лучших.
10 августа 2019 года она выиграла серебряную медаль в личном зачете на Панамериканских играх 2019 года в Лиме. Андреа уступила 4 очка в финале против колумбийской лучницы Сары Лопес, итоговый результат — 146:142.